# A+
A+は、APLの機能を拡張したプログラミング言語。

## 概要
1988年、モルガン・スタンレーでアーサー・ホイットニーはAPLの拡張であるA+を開発、ほかの開発者とともにグラフィカルなユーザーインターフェイスなどを付け加えていった。数値演算（特に金融）アプリケーション用に設計された。A+はUNIX、Linux上で動作する。実装はインタプリタで対話環境もある。
開発には当初はXEmacsエディタが拡張して使われた。なぜならA+にはAPLで使われたオリジナル・シンボルが同様に使用されているため、その入力やフォントの表示といった取扱いができる環境が必要であり、XEmacsはグラフィック環境を前提としており多文字をサポートできる仕組みがあったからである。フォント｢kapl」はウェブサイトで提供されている。